# 田万川町
田万川町（たまがわちょう）は、山口県の最北東端、島根県と山口県の県境にあった町。阿武郡に属した。
2005年（平成17年）3月6日に合併して萩市となり、町役場は萩市田万川総合事務所となった。
経済圏は隣接する益田市に属する。

## 地理
町域は日本海に面した江崎地区から内陸部の小川地区に伸びる。

気温は温暖だが、山地では冬季に稀に積雪がある。
- 河川
  - 田万川

### 隣接している自治体
- 阿武郡須佐町
- 島根県益田市
- 島根県鹿足郡津和野町

## 歴史
- 1955年（昭和30年）4月1日 - 江崎町・小川村が合併して田万川町が発足。
- 2005年（平成17年）3月6日 - 萩市・川上村・むつみ村・須佐町・旭村・福栄村と合併し、改めて萩市が発足[1]。同日田万川町廃止。

## 行政

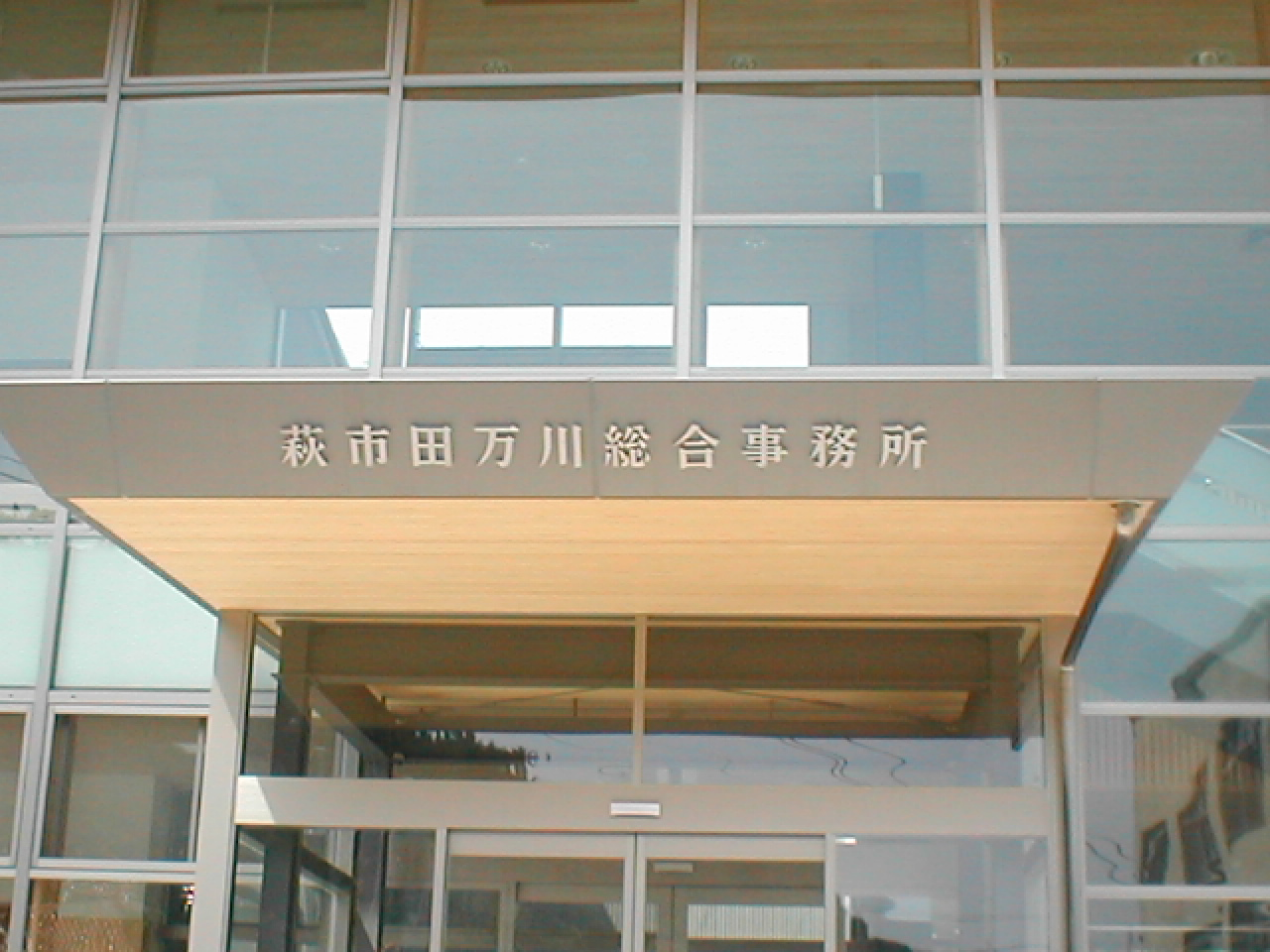
田万川総合事務所（旧・田万川町役場）

中心地である江崎地区に田万川町役場が、小川地区に小川支所が設置されていた。
現在はそれぞれ萩市役所田万川総合事務所、萩市役所田万川総合事務所小川支所となっている。

## 産業
- 国道191号の通る江崎地区は漁業が盛んである。また、国道沿いに道の駅ゆとりパークたまがわ、田万川温泉などの観光施設がある。
- 山間にある小川地区は農業が中心であり、梨の栽培などが行われている。

### 企業
- データロジック - 鉄骨CADの開発
- 澄川酒造場 - 日本酒「東洋美人」の醸造・販売

## 交通

### 鉄道
- 西日本旅客鉄道
  - 山陰本線
    - 江崎駅

### 道路

#### 国道
- 国道191号

##### 主要地方道
- 山口県道14号益田阿武線
- 山口県道17号津和野田万川線

##### 一般県道
- 山口県道304号江崎停車場線
- 山口県道305号須佐湾高山尾浦線
- 山口県道306号弥富小川線
- 山口県道337号田万川須佐線

## 主要施設
- 道の駅ゆとりパークたまがわ
- 田万川温泉

## 名所・名勝など
- 西堂寺六角堂（山口県文化財）